# Opération secrète
Ne doit pas être confondu avec Fausse bannière.

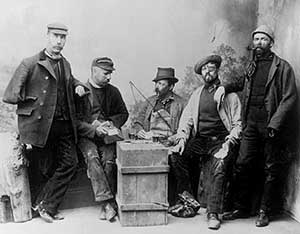
Détectives de la Branche Spéciale lors d'une opération d'infiltration aux Docks de Londres, 1911

Une opération couverte est conçue et menée de façon que le commanditaire soit inconnu ou qu'il puisse raisonnablement nier son implication. Ce type d'opération vise à créer un impact politique qui peut à son tour influencer les affaires militaires, de renseignement ou judiciaires d'un pays. Idéalement, une telle opération atteint ses objectifs sans que personne sache qui a commandé l'opération, qui a réalisé l'opération et, dans certains cas, sans que personne sache que l'opération s'est déroulée avec succès (on parle alors d'opération clandestine).

## Aux États-Unis
Aux États-Unis, ce type d'opération revient habituellement à la Central Intelligence Agency (CIA) à moins que le Président des États-Unis ne décide qu'une autre agence doive accomplir ce travail, tout en informant le Congrès des États-Unis de cette opération. La légitimité de la CIA de mener des opérations secrètes est donnée par le National Security Act de 1947. Le Président Ronald Reagan émet en 1984 l'ordre exécutif 12333 intitulé United States Intelligence Activities. Cet ordre définit les opérations secrètes comme des « opérations spéciales » (special activities), qu'elles soient politiques ou militaires, que le gouvernement fédéral américain peut légalement nier. La CIA est aussi déclarée la seule autorisée en vertu de l’Intelligence Authorization Act (en) de 1991 et du U.S. Code, Title 3093. La CIA doit recevoir un Presidential Finding (un « verdict présidentiel ») signé par le président des États-Unis pour mener de telles opérations en vertu du Hughes–Ryan Amendment apporté à l'Intelligence Authorization Act de 1991. Ce verdict est par la suite communiquée à deux comités de contrôle parlementaire, l'un du Sénat des États-Unis et l'autre de la Chambre des représentants des États-Unis. À cause de cette structure, la CIA « est soumise à plus de contrôle du Congrès que toute autre agence du gouvernement fédéral »,.

### Citatons originales
1. ↑  (en) « receives more oversight from the Congress than any other agency in the federal government »